# Classe Alpinist
Le unità appartenenti alla classe Alpinist (progetto 503M secondo la classificazione russa) sono navi progettate per svolgere attività di spionaggio elettronico (ELINT).
La classificazione è Mal'yy Razvedyatel'niye Korabl' (MRK: piccola nave da intelligence).

## Utilizzo
Queste navi sono utilizzate per svolgere attività di rilevazione di segnali elettronici. La loro sigla identificativa è GS, tipica dei battelli per attività idrografiche.
Tutte le unità di questa classe sono state costruite nel cantiere navale di Leninskaya Kuznetsa Zavod, a Kiev (Ucraina), tra il 1981 ed il 1982.
Le navi oggi in servizio sono quattro.
- Flotta del Pacifico: 38ª Brigata navale ELINT
  - GS-7
  - GS-19
- Flotta del Baltico: 72ª Divisione Navale ELINT
  - GS-39 Syzran’
  - Zhigulevsk (il numero di questa unità non è noto).

Una quinta unità, la GS-8, è stata demolita nel 1994.